# Hall of Fame for Great Americans

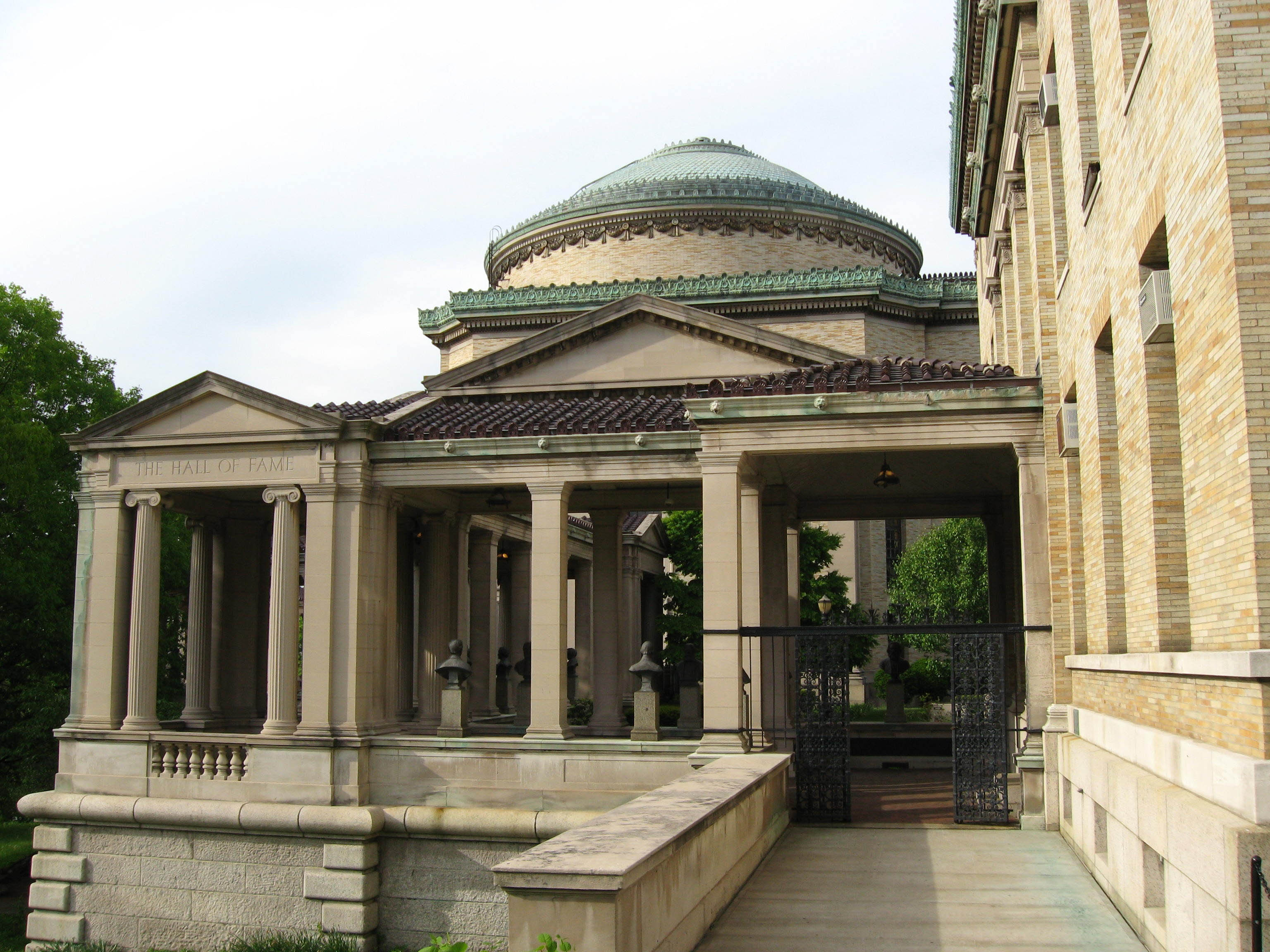
Entrée sud du bâtiment.

Le Hall of Fame for Great Americans est un monument érigé en l'honneur des Américains célèbres, situé dans l'enceinte du Bronx Community College de l'Université de la Ville de New York. Il s'agit du premier monument de ce type. Depuis, plusieurs autres Hall of Fame sont apparus pour honorer divers personnages illustres dans des domaines spécifiques.
Achevé en 1900, intégré au campus de l'université, ce mémorial a été financé par la philanthrope Helen Gould à hauteur de 2.000.000 $.
Le Hall of Fame se dresse sur les hauteurs occupées par l'armée britannique lors de son attaque victorieuse contre Fort Washington à l'automne 1776. Dr. Henry Mitchell MacCracken, à l'origine du Hall of Fame et Chancellor à l'université de New York a déclaré à ce sujet :
« Abandonné aux envahisseurs de 1776, ce sommet est maintenant repris par les troupes des 'Grands Américains', le général Washington à leur tête. Ils prennent possession de ces hauteurs et sont destinés à les tenir, nous le croyons, pour toujours. »

## Architecture
La structure du mémorial s'organise autour d'une colonnade circulaire ouverte, longue de 200 mètres, qui peut abriter 102 bustes de bronze. L'architecture, de style néoclassique, est signée Stanford White. L'inscription suivante est gravée sur le fronton :  
"By wealth of thought, or else by mighty deed, They served mankind in noble character. In worldwide good they live forever more." 
Traduction : « Par la richesse de l'esprit, ou par la puissance de leurs actes, ils ont servi l'humanité avec noblesse. Ils continuent à vivre pour le bien du monde entier. »
La base de chaque sculpture comporte une plaque avec le nom de la personne, des dates, ce pour quoi il est honoré, ainsi que des citations. Chaque bronze doit être fabriqué spécialement pour le Hall of Fame et ne doit pas être dupliqué pendant une période de 50 ans.

## Nomination
Pour pouvoir être nommée, une personne doit être née aux États-Unis ou avoir été naturalisée. Elle doit être décédée depuis au moins 25 ans et avoir contribué de façon importante à la vie économique, politique ou culturelle de la nation.  Mac Cracken voulait que ce mémorial ne contiennent que des personnages réellement illustres, pas seulement célèbres. Il établit un comité d'électeurs, composés d'hommes et de femmes réputés pour la sûreté de leur jugement. Ce système fonctionna de façon démocratique, avec des propositions et des argumentaires publiés dans les journaux, et des cérémonies qui célébraient les nominations.

## Classification des nommés
Les 50 premiers nommés devaient être représentatifs de 15 catégories de célébrités :
- auteurs et éditeurs
- entrepreneurs et commerçants
- éducateurs
- inventeurs
- missionnaires et explorateurs
- philanthropes et réformateurs
- hommes de religion
- scientifiques
- ingénieurs et architectes
- hommes de loi
- musicien, peintres et sculpteurs
- médecins et chirurgiens
- dirigeants et hommes d'État
- soldats et marins
- hommes et femmes remarquables n'appartenant à aucune de ces catégories

## Premier groupe
Les 29 premières personnes choisie en 1900 furent : 
| - George Washington - Abraham Lincoln - Daniel Webster - Benjamin Franklin - Ulysses S. Grant - John Marshall - Thomas Jefferson - Ralph Waldo Emerson - Robert Fulton - Henry Wadsworth Longfellow - Washington Irving - Jonathan Edwards - Samuel Morse - David G. Farragut - Henry Clay - George Peabody - Nathaniel Hawthorne - Peter Cooper - Eli Whitney - Robert E. Lee - Horace Mann - John James Audubon - James Kent - Henry Ward Beecher - Joseph Story - John Adams - William Ellery Channing - Gilbert Stuart - Asa Gray |

## Autres groupes
11 personnages furent ajoutés en 1905 et 11 autres en 1910.
Femmes : Maria Mitchell, Emma Willard, Mary Lyon, Harriet Beecher Stowe, and Frances Willard.  
Hommes :  John Paul Jones, Edgar Allan Poe, James Fenimore Cooper, and Andrew Jackson.

## Aujourd'hui
Avec l'abandon de ce campus par l'université de New York en 1973, le Hall of Fame tomba dans l'oubli et perdit ses subventions privées. L'organisme qui le gérait ne put l'entretenir ni même acquérir les statues des nommés 20 ans auparavant. À titre d'exemple, il fallut 19 ans pour rassembler les 25 000 $ nécessaires à la création du buste de Franklin D. Roosevelt. À la fin des années 1970, le monument fut racheté par l'État, et il appartient désormais au Bronx Community College. L'État a dépensé 3 millions de dollars pour restaurer les fondations de la colonnade, et 200 000 $ pour les 98 statues qui étaient pour certaines sérieusement endommagées. Mais le Hall of Fame ne peut plus compter sur les dons privés qui constituaient sa première source de financement.